# Burcht Stein

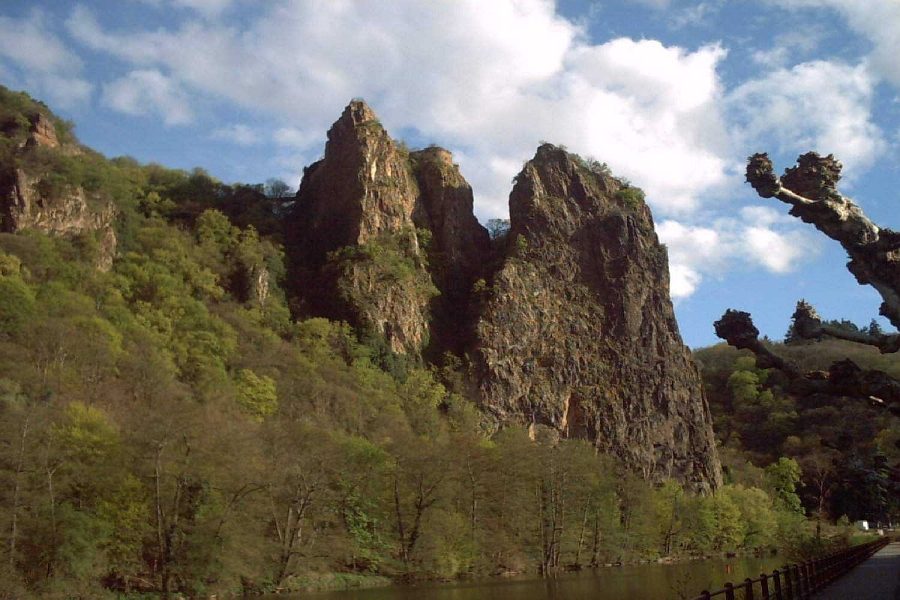
Burcht Stein in 2004.

De Burcht Stein, ook Burg Rheingrafenstein genoemd is een burchtruïne op een rots met dezelfde naam (in de 11e eeuw Huhinstein genoemd) aan de rivier de Nahe tegenover Bad Münster am Stein-Ebernburg in Rijnland-Palts.
De burcht was ooit het centrum van het rijngraafschap Stein. Tijdens de Dertigjarige Oorlog werd de burcht door de Spanjaarden ingenomen en in 1688 door de Franse generaal Mélac vernield.